# Jalen Parmele
Justin Alexander „Jalen“ Parmele (* 30. Dezember 1985 in Midland, Michigan) ist ein ehemaliger US-amerikanischer American-Football-Spieler. Er spielte acht Saisons auf der Position des Runningbacks in der National Football League (NFL).

## Karriere
Parmele spielte von 2004 bis 2007 College Football an der University of Toledo für die Toledo Rockets. In seiner ersten Saison spielte er in neun Spielen, wo er bei 42 Läufen 187 Yards und drei Touchdowns erzielte. Als Sophomore erzielte er in elf Spielen als Backup-Runningback 294 Yards. Als Junior erlief er 1.170 Yards und wurde erstmals ins First-team All-MAC gewählt. In seiner letzten Saison erzielte er 1.511 erlaufene Yards und 14 Touchdowns.
Im NFL Draft 2008 wurde Parmele in der sechsten Runde von den Miami Dolphins ausgewählt. Dort schaffte er zunächst den Sprung in den 53-Mann-Kader, war jedoch für die ersten drei Spiele inaktiv, ehe er am 24. September 2008 entlassen wurde. Später wurde er jedoch für den Practice Squad der Dolphins verpflichtet. Im Dezember 2008 verpflichteten die Baltimore Ravens Parmele aus dem Practice Squad heraus. Bei den Ravens erzielte er in 24 Spielen nur sieben Läufe und wurde hauptsächlich in den Special Teams eingesetzt. So erzielte er 2009 sieben Special-Team-Tackles und war der Kick Returner bei verschiedenen Gelegenheiten, wobei er einen durchschnittlichen Return von 31,4 Yards erzielte. In jener Saison hatte er auch fünf Läufe für 17 Yards. 2010 lief Parmele kein einziges Mal, trug jedoch 24 Kicks für 562 Yards zurück. Vor Beginn der Regular Season 2011 wurde er entlassen.
Am 1. Mai 2012 verpflichteten die Jacksonville Jaguars Parmele. Durch Verletzungen anderer Runningbacks sah Parmele bei den Jaguars vermehrt Einsatzzeit. Er erzielte 40 Läufe für 143 Yards. Am 28. November 2012 wurde er aufgrund einer Verletzung jedoch selbst auf der Injured Reserve List platziert. Am 8. Mai 2013 verpflichteten die Tennessee Titans Parmele. Dort wurde er jedoch noch vor Beginn der Regular Season entlassen. Am 27. Mai 2014 verpflichteten ihn die Arizona Cardinals. Die Cardinals entließen Parmele im Rahmen der Kaderverkleinerung Ende August 2014. Am 18. September 2014 verpflichteten die Cardinals Parmele erneut um Jonathan Dwyer nach dessen Verhaftung zu ersetzen. Für die Cardinals lief er ein Mal für keinen Raumgewinn, ehe er am 24. September 2014 wieder entlassen wurde. Am 3. August 2015 verpflichteten ihn die Cleveland Browns. Ende August 2015 wurde er bereits wieder entlassen.

## Spielstil
Nach dem College galt Parmele als schneller, aber wenig explosiver Läufer, der die Fähigkeit hatte Tackles zu brechen und für Raumgewinn zu kämpfen. Er galt zwar als guter Blocker, jedoch als schlechter Passempfänger. In der NFL wurden vor allem seine Fähigkeiten in den Special Teams gelobt. Zudem wurden seine Fähigkeiten als Passfänger hervorgehoben.